# Chutla de Nava
Chutla de Nava är en ort i Mexiko.   Den ligger i kommunen La Unión de Isidoro Montes de Oca och delstaten Guerrero, i den södra delen av landet, 300 km sydväst om huvudstaden Mexico City. Chutla de Nava ligger 71 meter över havet och antalet invånare är 254.
Terrängen runt Chutla de Nava är platt åt sydväst, men åt nordost är den kuperad. Runt Chutla de Nava är det glesbefolkat, med 15 invånare per kvadratkilometer. Närmaste större samhälle är La Unión, 6,8 km norr om Chutla de Nava. Omgivningarna runt Chutla de Nava är en mosaik av jordbruksmark och naturlig växtlighet.